# Maceracja (uszkodzenie skóry)
Maceracja – proces uszkodzenia powierzchownych warstw skóry przez szkodliwe działanie przez dłuższy czas środowiska wodnego bądź wilgoci. Powierzchowne warstwy skóry ulegają maceracji na przykład w przypadku stosowania pieluch lub opatrunków gipsowych. 